# ピーター・ヤオロウスキー
ピーター・ヤオロウスキー（Peter Jaworowski) は、ポーランドのグラフィックデザイナー。フォトショップを使用した精巧なイラストを制作し多くの企業広告などに使われている。
ポーランドのビアリストク出身で、現在はワルシャワでデザイン事務所『Ars Thanea』に勤務している。広告としてはバカルディ、ソニー・コンピュータエンタテインメントのPlayStation、コカコーラ、ナイキ、ノキアなどの企業に使われている。